# Alimathaa
Alimathaa, auch: Alimata, ist eine Insel des Felidhu-Atolls im Süden des Inselstaates Malediven in der Lakkadivensee des Indischen Ozeans. Sie gehört zum Verwaltungsatoll Vaavu.

## Geographie
Die Insel liegt im Nordostrand des Atolls, zwischen Dhiggiri und Thinadhoo. Sie ist grob fünfeckig, misst nur etwa 300 m im Durchmesser.

## Tourismus
Alimathaa ist eine Touristeninsel der Malediven, deren einzige Nutzung der Betrieb einer Hotelanlage (Alimathaa Island Resort) ist.